# Piikkisaari (ö i Södra Savolax)
Piikkisaari är en ö i Finland. Den ligger i sjön Vuokalanjärvi och i kommunen Nyslott i  landskapet Södra Savolax, i den sydöstra delen av landet, 300 km nordost om huvudstaden Helsingfors. Öns area är 0,1 hektar och dess största längd är 40 meter i öst-västlig riktning.